# Стародубцев, Георгий Степанович
Георгий Степанович Стародубцев (1923—1989) — Гвардии капитан Советской Армии, участник Великой Отечественной войны, Герой Советского Союза (1945).

## Биография
Родился 3 мая 1923 года в Оренбурге.
После окончания семи классов школы и школы фабрично-заводского ученичества работал слесарем, занимался в аэроклубе. В июле 1941 года Стародубцев был призван на службу в Рабоче-крестьянскую Красную Армию. В 1943 году он окончил Балашовскую военную авиационную школу пилотов. С июля того же года — на фронтах Великой Отечественной войны.
К февралю 1945 года гвардии старший лейтенант Георгий Стародубцев командовал звеном 166-го гвардейского штурмового авиаполка 10-й гвардейской штурмовой авиадивизии 17-й воздушной армии 3-го Украинского фронта. К тому времени он совершил 133 боевых вылета на бомбардировку и штурмовку скоплений боевой техники и живой силы противника, его важных объектов, нанеся ему большие потери.
Указом Президиума Верховного Совета СССР от 29 июня 1945 года за «умелое выполнение боевых задач, мужество и героизм, проявленные при нанесении штурмовых ударов по врагу», гвардии старший лейтенант Георгий Стародубцев был удостоен высокого звания Героя Советского Союза с вручением ордена Ленина и медали «Золотая Звезда» за номером 8687.
После окончания войны продолжал службу в Военно-Воздушных Силах. С 1946 года капитан Стародубцев — в запасе. Жил в Оренбурге, в течение 20 лет работал помощником машиниста тепловоза.
Умер 29 ноября 1989 года.

## Награды
Был также награждён двумя орденами Красного Знамени, двумя орденами Отечественной войны 1-й степени, рядом медалей и югославским орденом.